# Plutchikovo kolo čustev
Plutchikovo kolo čustev je tridimenzionalen model, ki pojasnjuje odnose med posameznimi čustvi na podoben način kakor barvno kolo.  
Model vključuje osem osnovnih čustev:
- strah
- jeza
- veselje
- gnus
- pričakovanje
- presenečenje
- žalost
- (za)upanje

Pri tem ima vsako čustvo svoje nasprotno čustvo, tj. tisto čustvo, ki je v kolesu postavljeno nasproti drugemu:
- veselje-žalost
- strah-jeza
- presenečenje-pričakovanje
- zaupanje-gnus

Model predpostavlja tudi osem sestavljenih čustev, ki imajo zopet med sabo svoja nasprotja:
- optimizem (predvidevanje in veselje)
- ljubezen (veselje in zaupanje)
- podredljivost (zaupanje in strah)
- strahospoštovanje (strah in presenečenje)
- neodobravanje (presenečenje in žalost)
- kesanje (žalost in gnus)
- prezir (gnus in jeza)
- agresivnost (jeza in pričakovanje)

Navpična dimenzija predstavlja moč čustev (npr. zaskrbljenost, strah, teror), vodoravna vrsto čustev, vmesni prostori pa sestavljena čustva.